# Враца (община)
Община Враца се намира в Северозападна България и е една от съставните общини на област Враца.

## География

### Положение
Общината е разположена в югозападната част на област Враца. С площта си от 706,236 km2, което съставлява 19,52% от територията на областта, заема 1-во място сред нейните 10 общини. Граничи със следните общини:
- на северозапад – община Криводол;
- на североизток – община Борован и община Бяла Слатина;
- на югоизток – община Роман;
- на юг – община Мездра;
- на югозапад – община Своге от Софийска област;
- на запад – община Вършец от област Монтана.

### Релеф
Релефът на общината е твърде разнообразен – на юг планински, в централните части хълмист и ниско планински, на север равнинен. Територията на общината попада в 3 физикогеографски области на България – Западна Стара планина, Западен Предбалкан, Западна Дунавска равнина.
Към Старопланинската физикогеографска област се отнасят северните и североизточни части на Врачанска планина, заемаща най-южната част общината, където се намира и най-високата точка на общината – 1430 m, разположена югозападно от хижа „Пършевица“.
Средната част от територията на община Враца попада в пределите на Западния Предбалкан, като тук преобладаващият релеф е хълмистия. Тук са обособени 4 броя ниски възвишения и ридове, които попадат изцяло или частично в пределите на общината. На северозапад е възвишението Милин камък (463 m), разположено между долините на реките Въртешница и Скът. Североизточно от него, в големия завой на река Скът, източно от село Оходен се издига уединената височина Борованска могила (423 m), която частично попада в пределите на общината. Югоизточно от нея, по границата с община Бяла Слатина се простират северозападните части на рида Врачански Венец с максимална височина Орлов връх (506 m), разположен южно от село Върбица. Южно от възвишенията Милин камък и Врачански Венец в посока изток-запад, основно по границата с община Мездра се издига рида Веслец с Маняшки връх (781 m), разположен северно от село Костелево. Между Врачанска планина на югозапад, рида Веслец на изток и възвишението Милин камък на север в посока от югоизток на северозапад се простира обширното и равно Врачанско поле, което е широко отворено на северозапад към долината на река Ботуня (десен приток на Огоста). Неговата надморска височина варира от около 400 m на югоизток до 250 m на северозапад.
Най-северната част на общината, северно от възвишението Милин камък е заета от южните части на Западната Дунавска равнина, като тук релефът е равнинен. Северозападно от село Три кладенци, в долината на река Рибине (десен приток на Огоста) се намира най-ниската точка на общината – 135 m н.в.

### Води
Територията на общината попада в пределите на три водосборни басейна – на реките Огоста, Скът и Искър. Югозападната, западната и северозападна част принадлежи към водосборния басейн на река Огоста. Тук основна водна артерия е рака Въртешница, която извира от Врачанска планина, протича на северозапад през Врачанското поле, северозападно от село Лиляче напуска общината и след около 3 km в град Криводол се влива отдясно в река Ботуня (десен приток на Огоста). Най-северната част се отводнява от река Рибине (десен приток на Огоста), която води началото си от възвишението Милин камък, тече на северозапад и след село Три кладенци напуска общината. Източната част на общината се отводнява от най-горното течение на река Скът. Тя извира от рида Веслец южно от село Тишевица, тече на север-северозапад и след село Оходен, след като заобиколи почти изцяло уединената височина Борованска могила напуска общината. Най-югоизточната част на община Враца се отводнява от малки и къси реки и дерета, които се вливат отляво в река Искър.
На територията на община Враца има изградени множество микроязовири („Дъбник“, „Влашки дол“, „Агов дол“, „Лиляче“, „Чирен 3“, „Мраморчица“, „Върбица 2“, „Кираджията“, „Девене“, „Три кладенци“ и др.), водите на които основно се използват за напояване на земеделските земи

### Забележителности
Природните забележителности на територията на община Враца са пещерата „Леденика“, проходът Вратцата, Мемориалният комплекс „Ботев път“, Божият мост край село Лиляче, водопадите „Скакля“ и „Боров Камък“ и природен парк „Врачански Балкан“. Те превръщат общината в уникална и желана туристическа дестинация за любителите на планината, алпинизма, религиозния туризъм, пара и делта-планеризма, спелеологията и селския и еко туризъм. На разположение на туристите са ски пистите около хижа „Пършевица“, многобройните екопътеки и пешеходни маршрути.

### Населени места
Общината се състои от 23 населени места. Списък на населените места, подредени по азбучен ред, население и площ на землищата им:
| Населено място | Пребр. на населението през 2021 г. | Площ на землището (в км2) | Населено място | Пребр. на населението през 2021 г. | Площ на землището (в км2) | Населено място | Пребр. на населението през 2021 г. | Площ на землището (в км2) |
| Баница         | 836                                | 37,395                    | Горно Пещене   | 289                                | 25,923                    | Нефела         | 560                                | 5,364                     |
| Бели извор     | 595                                | 28,038                    | Девене         | 817                                | 44,064                    | Оходен         | 169                                | 19,151                    |
| Веслец         | 181                                | 14,929                    | Згориград      | 1527                               | 27,602                    | Паволче        | 593                                | 16,695                    |
| Вировско       | 232                                | 23,476                    | Костелево      | 695                                | 22,631                    | Тишевица       | 400                                | 22,725                    |
| Власатица      | 279                                | 13,141                    | Лиляче         | 717                                | 32,505                    | Три кладенци   | 637                                | 28,199                    |
| Враца          | 50 666                             | 154,288                   | Лютаджик       | 117                                | 34,899                    | Челопек        | 425                                | 20,811                    |
| Върбица        | 370                                | 26,833                    | Мало Пещене    | 47                                 | 7,436                     | Чирен          | 629                                | 48,512                    |
| Голямо Пещене  | 447                                | 32,334                    | Мраморен       | 514                                | 24,649                    | ОБЩО           | 61742                              | 706,236                   |

## Административно-териториални промени
- МЗ № 2709, обн. 31.07.1942 г. – заличава селата Българска Бяла и Мало Бабино и ги обединява в населено място с. Бели извор
- МЗ № 2918, обн. 11 януари 1943 г. – заличава с. Метковец и го присъединява като квартал на гр. Враца
- МЗ № 593, обн. 03.04.1945 г. – обединява н.м. Веслеца (от гр. Враца), н.м. Мраморен (от с. Мраморен) и н.м. Върбешки Веслец (от с. Върбешница) и ги признава за ново населено място с. Веслец
- Указ № 960, обн. 4 януари 1966 г. – уточнява името на с. Кула на с. Кулата; преименува с. Малко Пещене на с. Мало Пещене
- Указ № 757, обн. 08.05.1971 г. – заличава селата Бистрец и Кулата и ги присъединява като квартали на гр. Враца
- Указ № 2294, обн. 26.12.1978 г. – отделя кварталите Бистрец и Кулата от гр. Враца и ги признава за отделни населени места с. Бистрец и с. Кулата
- Указ № 583, обн. 14.04.1981 г. – заличава селата Бистрец и Кулата и отново ги присъединява като квартали на гр. Враца
- Указ № 19, обн. 22.02.2005 г. – отделя с. Върбица и землището му от община Бяла Слатина и го присъединява към община Враца

## Население

### Етнически състав
Преброяване на населението през 2011 г.
Численост и дял на етническите групи според преброяването на населението през 2011 г., по населени места (подредени по численост на населението):
| Населено място | Численост | Численост | Численост | Численост | Численост | Численост           | Численост     | Населено място | Дял (в %) | Дял (в %) | Дял (в %) | Дял (в %) | Дял (в %)           | Дял (в %)     |
| Населено място | Общо      | Българи   | Турци     | Цигани    | Други     | Не се самоопределят | Не отговорили | Населено място | Българи   | Турци     | Цигани    | Други     | Не се самоопределят | Не отговорили |
| Общо           | 73 894    | 64 334    | 61        | 2215      | 207       | 258                 | 6819          | 100.00         | 87.06     | 0.08      | 2.99      | 0.28      | 0.34                | 9.22          |
| -------------- | --------- | --------- | --------- | --------- | --------- | ------------------- | ------------- | -------------- | --------- | --------- | --------- | --------- | ------------------- | ------------- |
| Враца          | 60 692    | 53 275    | 54        | 1045      | 185       | 216                 | 5917          | Враца          | 87.77     | 0.08      | 1.72      | 0.30      | 0.35                | 9.74          |
| Згориград      | 1681      | 1624      | 0         | 0         | 3         | 3                   | 51            | Згориград      | 96.60     | 0.00      | 0.00      | 0.17      | 0.17                | 3.03          |
| Баница         | 1149      | 642       |           | 184       |           | 3                   | 316           | Баница         | 55.87     |           | 16.01     |           | 0.26                | 27.50         |
| Девене         | 1032      | 902       |           | 75        |           | 8                   | 45            | Девене         | 87.40     |           | 7.26      |           | 0.77                | 4.36          |
| Лиляче         | 857       | 831       |           | 8         |           | 6                   | 10            | Лиляче         | 96.96     |           | 0.93      |           | 0.70                | 1.16          |
| Три кладенци   | 812       | 590       | 3         | 198       |           |                     | 19            | Три кладенци   | 72.66     | 0.36      | 24.38     |           |                     | 2.33          |
| Костелево      | 782       | 730       | 0         | 0         | 0         | 3                   | 49            | Костелево      | 93.35     | 0.00      | 0.00      | 0.00      | 0.38                | 6.26          |
| Чирен          | 742       | 711       | 0         | 6         |           |                     | 24            | Чирен          | 95.82     | 0.00      | 0.80      |           |                     | 2.42          |
| Бели извор     | 698       | 358       |           | 70        |           | 3                   | 266           | Бели извор     | 51.28     |           | 10.02     |           | 0.42                | 38.10         |
| Паволче        | 696       | 676       | 0         | 0         |           |                     | 18            | Паволче        | 97.12     | 0.00      | 0.00      |           |                     | 2.58          |
| Мраморен       | 650       | 629       | 0         | 0         | 3         | 3                   | 15            | Мраморен       | 96.76     | 0.00      | 0.00      | 0.46      | 0.46                | 2.30          |
| Нефела         | 522       | 286       |           | 227       |           | 4                   | 3             | Нефела         | 54.78     |           | 43.48     |           | 0.76                | 0.57          |
| Тишевица       | 512       | 396       |           | 107       |           |                     | 6             | Тишевица       | 77.34     |           | 20.89     |           |                     | 1.17          |
| Челопек        | 502       | 496       | 0         | 0         | 0         | 0                   | 6             | Челопек        | 98.80     | 0.00      | 0.00      | 0.00      | 0.00                | 1.19          |
| Голямо Пещене  | 476       | 397       |           | 75        | 0         |                     | 1             | Голямо Пещене  | 83.40     |           | 15.75     | 0.00      |                     | 0.21          |
| Върбица        | 474       | 273       |           | 148       |           |                     | 50            | Върбица        | 57.59     |           | 31.22     |           |                     | 10.54         |
| Горно Пещене   | 368       | 363       | 0         | 0         |           |                     | 4             | Горно Пещене   | 98.64     | 0.00      | 0.00      |           |                     | 1.08          |
| Власатица      | 354       | 329       | 0         | 22        |           |                     | 1             | Власатица      | 92.93     | 0.00      | 6.21      |           |                     | 0.28          |
| Вировско       | 304       | 255       | 0         | 44        |           |                     | 4             | Вировско       | 83.88     | 0.00      | 14.47     |           |                     | 1.31          |
| Оходен         | 234       | 226       | 0         | 6         | 0         | 0                   | 2             | Оходен         | 96.58     | 0.00      | 2.56      | 0.00      | 0.00                | 0.85          |
| Веслец         | 166       | 161       | 0         | 0         | 0         | 0                   | 5             | Веслец         | 96.98     | 0.00      | 0.00      | 0.00      | 0.00                | 3.01          |
| Лютаджик       | 137       | 130       | 0         | 0         | 0         | 0                   | 7             | Лютаджик       | 94.89     | 0.00      | 0.00      | 0.00      | 0.00                | 5.10          |
| Мало Пещене    | 54        | 54        | 0         | 0         | 0         | 0                   | 0             | Мало Пещене    | 100.00    | 0.00      | 0.00      | 0.00      | 0.00                | 0.00          |

### Вероизповедания
Численост и дял на населението по вероизповедание според преброяването на населението през 2011 г.:
|                     | Численост | Дял (в %) |
| Общо                | 73 894    | 100.00    |
| Православие         | 45 565    | 61.66     |
| Католицизъм         | 296       | 0.40      |
| Протестантство      | 196       | 0.26      |
| Ислям               | 51        | 0.06      |
| Друго               | 63        | 0.08      |
| Нямат               | 3794      | 5.13      |
| Не се самоопределят | 4136      | 5.59      |
| Непоказано          | 19 793    | 26.78     |

## Политика

### Общински съвет
Състав на общинския съвет, избиран на местните избори през годините:
| Партия или сдружение | 2003    | 2007    | 2011 | 2015    | 2019    |
| Избирателна активност по време на изборите | 36,59 % | 40,87 % |      | 48,66 % | 49,93 % |
| Общ брой места | 37      | 37      | 37   | 37      | 37      |
| --- | ------- | ------- | ---- | ------- | ------- |
| ГЕРБ |         | 16      | 15   | 14      | 16      |
| Българска социалистическа партия |         | 8       | 7    | 6       | 5       |
| Местна коалиция Български демократичен център - БДЦ (АБВ, ЗС Александър Стамболийски, РДП)                                                                                 |         |         |      |         | 4       |
| Местна коалиция "Българи за алтернатива на страха, тоталитаризма и апатията (БАСТА)" (ПП БАСТА, ПП ДПС, ПП НДСВ, ПП Политическо движение Социалдемократи, ПП Новото време) |         |         |      |         | 3       |
| Демократична България - обединение (Да България, ДСБ, Зелено движение) |         |         |      |         | 2       |
| Земеделски народен съюз |         |         |      |         | 2       |
| ПП Съюз на демократичните сили |         |         |      |         | 2       |
| Либерален алианс – Има бъдеще за Враца |         |         |      | 4       |         |
| Коалиция „Народен съюз за Враца“ |         |         |      | 4       |         |
| Реформаторски блок |         |         |      | 3       |         |
| ВМРО – Българско национално движение |         | 2       |      | 3       | 3       |
| Български демократичен център |         |         | 2    | 3       |         |
| Земеделски народен съюз |         |         | 3    |         | 2       |
| Коалиция „ВМРО – БНД, Движение за европейска интеграция“ |         |         | 3    |         |         |
| Национално движение „Симеон Втори“ | 3       | 5       | 2    |         |         |
| Движение „Свободен избор“ |         |         | 2    |         |         |
| Иван Николов Узунов – независим | 1       |         | 1    |         |         |
| Коалиция „Синята коалиция, ВМРО – НИЕ“ |         |         | 1    |         |         |
| Атака |         | 4       | 1    |         |         |
| Коалиция „Граждани за единство, равенство и просперитет – ГЕРП“ (Движение за права и свободи, Българска социалдемократическа партия, Либерален алианс)                     |         | 2       |      |         |         |
| Коалиция „БСП и ...“ | 13      |         |      |         |         |
| Коалиция „ВМРО – БНД, Съюз на свободните демократи“ | 5       |         |      |         |         |
| Съюз на демократичните сили | 3       |         |      |         |         |
| Движение „Гергьовден“ | 3       |         |      |         |         |
| Обединена коалиция Враца 2007 | 2       |         |      |         |         |
| Българска социалдемокрация | 1       |         |      |         |         |
| Коалиция „Български демократичен съюз – Радикали, Християнсоциален съюз, ВМРО – БДД“                                                                                       | 1       |         |      |         |         |
| Евророма | 1       |         |      |         |         |
| Движение за национално възраждане „Оборище“ | 1       |         |      |         |         |
| Движение „Напред България“ | 1       |         |      |         |         |
| Рома | 1       |         |      |         |         |
| Партия на българските жени | 1       |         |      |         |         |

### Общински кмет
- 2003 – 2007 г. – Воислав Бубев.

Печели Местни избори 2003 като (независим) печели на втори тур с 60% срещу Румен Стоманярски (БСП).
- 1995 – 2003 г. – Румен Стоманярски.

Печели Местни избори 1999 издигнат от (Обединение за Враца) на първи тур с 56% срещу Милена Найденова (ОДС плюс).
Печели Местни избори 1995 издигнат от (Предизборна коалиция БСП, БЗНС Александър Стамболийски, ПК Екогласност) на първи тур с 57% срещу Христо Койчев (СДС).

### Награди
Победител в категория „Паркове и градска среда“, раздел „големи общини“, в онлайн конкурса „Кмет на годината, 2017“. Приз за кмета Калин Каменов за опазване и разширяване на зелените системи и превръщането им в любимо място за отдих.

## Транспорт
През общината от югоизток на северозапад преминава участък от 25,3 km от трасето на жп линията Мездра – Бойчиновци – Брусарци – Видин.
През общината преминават частично или изцяло 7 пътя от Републиканската пътна мрежа на България с обща дължина 134 km:
- участък от 21,5 km от Републикански път I-1 (от km 129,3 до km 150,8);
- участък от 8,9 km от Републикански път II-13 (от km 28,7 до km 36,7);
- началният участък от 25,6 km от Републикански път II-15 (от km 0 до km 25,6);
- началният участък от 16,6 km от Републикански път III-101 (от km 0 до km 16,6);
- целият участък от 16,4 km от Републикански път III-1002;
- целият участък от 17,6 km от Републикански път III-1004;
- последния участък от 27,4 km от Републикански път III-1306 (от km 37,6 до km 65,0).

## Топографски карти
- Лист от карта K-34-24. Мащаб: 1 : 100 000.
- Лист от карта K-34-35. Мащаб: 1 : 100 000.
- Лист от карта K-34-36. Мащаб: 1 : 100 000.